# Caibarién
Caibarién è un comune di Cuba, situato nella provincia di Villa Clara, nella costa nord.
Si tratta di un pittoresco borgo con tradizione peschereccia. Si distingue per la presenza di numerose piccole isole di sabbia fina incontaminate, come nell’arcipelago di Cayerías del Norte, che comunica con il comune grazie alla lunga strada costruita sopra il mare. Tra le isole di maggior rilievo turistico sono degne di nota: Cayo Las Brujas, Cayo Ensenachos e Cayo Santa María.
Il comune viene soprannominato la "Villa Blanca".